# NGC 1265
NGC 1265 (другие обозначения — UGC 2651, MCG 7-7-52, ZWG 540.88, 3C 83.1, PGC 12287) — эллиптическая галактика (E) в созвездии Персей.
Этот объект входит в число перечисленных в оригинальной редакции «Нового общего каталога».
Галактика является крупным источником радиоизлучения и обладает активным ядром. NGC 1265 имеет два источника излучения.
Объект входит в один из самых массивных скоплений галактик — скопление Персея.
Изменившиеся из-за прецессии координаты объекта в Новом общем каталоге указывают на область, находящуюся в 1,9' от галактики PGC 12287, которая до 2017 года неправильно отождествлялась с NGC 1265. Однако в 2017 году астроном-любитель Стив Готтлиб на основе своих наблюдений сказал, что наиболее вероятным «кандидатом» на роль NGC 1265 является PGC 12279, галактика, находящаяся в 8' к югу от указанных в каталоге координат, а затем астроном Гарольд Корвин, сославшись на наблюдения Бигурдана, показал, что Готтлиб был прав.